# Bezirk Feldkirchen
Der Bezirk Feldkirchen ist ein politischer Bezirk des Landes Kärnten.

## Geschichte
Er besteht seit dem 1. Jänner 1982. Davor waren die Gemeinden seit 1850 dem Bezirk Klagenfurt-Land zugeordnet, ab dem 1. Oktober 1903 bis zur Bildung eines eigenständigen Bezirks war Feldkirchen eine Politische Expositur, die zwar einen Großteil aller Kompetenzen zur direkten Erledigung zugewiesen bekam, jedoch dem Klagenfurter Bezirkshauptmann gegenüber weisungsgebunden war.

## Geographie
Der Bezirk liegt in den Gurktaler Alpen im Norden Kärntens, wo er an das Bundesland Steiermark grenzt. Er umfasst das oberste Gurktal und reicht im Südosten bis in das Klagenfurter Becken hinein, im Südwesten bis an den Ossiacher See. Mit 558,53 km² ist er bezüglich der Fläche – abgesehen von den Statutarstädten Klagenfurt und Villach – der kleinste und bezüglich der Einwohnerzahl mit 30.078 (Stand: 1. Jänner 2024) der zweitkleinste Bezirk Kärntens.

### Angrenzende Gebietskörperschaften
|                       | Murau (St.)                                 |            |
| Spittal an der Drau   | Kompassrose, die auf Nachbargemeinden zeigt | Sankt Veit |
| Villach, Villach-Land | Klagenfurt-Land                             | Klagenfurt |

## Angehörige Gemeinden
Der Bezirk Feldkirchen umfasst zehn Gemeinden, darunter eine Stadt und keine Marktgemeinde.

| Gemeinde                   | slowenisch | Lage | Ew     | km²    | Ew / km² | Gerichtsbezirk | Region                 | Typ             | Foto | Metadaten         |
| -------------------------- | ---------- | ---- | ------ | ------ | -------- | -------------- | ---------------------- | --------------- | ---- | ----------------- |
| Albeck                     |            |      | 975    | 99,32  | 9,8      | Feldkirchen    |                        | Gemeinde        | ja   | Gem.Kennz.: 21001 |
| Feldkirchen in Kärnten     | Trg        |      | 14.427 | 77,50  | 186      | Feldkirchen    |                        | Stadt- gemeinde | ja   | Gem.Kennz.: 21002 |
| Glanegg                    |            |      | 1.760  | 25,16  | 70       | Feldkirchen    |                        | Gemeinde        | ja   | Gem.Kennz.: 21003 |
| Gnesau                     | Knežova    |      | 1.037  | 78,67  | 13       | Feldkirchen    | Gurktal                | Gemeinde        | ja   | Gem.Kennz.: 21004 |
| Himmelberg                 |            |      | 2.325  | 56,85  | 41       | Feldkirchen    | Tiebeltal              | Gemeinde        | ja   | Gem.Kennz.: 21005 |
| Ossiach                    | Osoje      |      | 794    | 17,34  | 46       | Feldkirchen    | Südufer Ossiacher See  | Gemeinde        | ja   | Gem.Kennz.: 21006 |
| Reichenau                  |            |      | 1.753  | 114,00 | 15       | Feldkirchen    | Gurktaler Alpen        | Gemeinde        | ja   | Gem.Kennz.: 21007 |
| Sankt Urban                |            |      | 1.577  | 27,28  | 58       | Feldkirchen    | Gurktaler Alpen        | Gemeinde        | ja   | Gem.Kennz.: 21008 |
| Steindorf am Ossiacher See |            |      | 3.850  | 29,64  | 130      | Feldkirchen    | Nordufer Ossiacher See | Gemeinde        | ja   | Gem.Kennz.: 21009 |
| Steuerberg                 |            |      | 1.580  | 32,76  | 48       | Feldkirchen    | Gurktaler Alpen        | Gemeinde        | ja   | Gem.Kennz.: 21010 |

## Bevölkerung

### Bevölkerungsentwicklung
Der Bezirk Feldkirchen hat 29.967 Einwohner (Stand 2018). Die Hauptsiedlungsgebiete sind das Glantal und der Bereich entlang der Hauptverkehrsverbindung von Norden nach Süden. Der Bezirk hatte in den vergangenen Jahrzehnten eine stark positive Bevölkerungsentwicklung. Erst in den letzten Jahren kam es zu einem leichten Rückgang. Bis 2030 wird die Bevölkerung jedoch stärker sinken, eine Abnahme um 2 % gegenüber 2018 wird erwartet.

### Einkommen
Das Durchschnittseinkommen in Feldkirchen liegt unter dem Durchschnitt von Kärnten und unter dem von Österreich. Dagegen ist die Arbeitslosenquote deutlich unter der von Kärnten und seit 2016 auch unter der von Österreich. Auffallend ist, dass die Jugendarbeitslosigkeit relativ hoch ist. Dagegen ist die Anzahl der Langzeitarbeitslosen weit unter dem Durchschnitt von Kärnten und Österreich und sinkt entgegen dem Landestrend.
| Hier fehlt eine Grafik, die leider im Moment aus technischen Gründen nicht angezeigt werden kann. Wir arbeiten daran! | Hier fehlt eine Grafik, die leider im Moment aus technischen Gründen nicht angezeigt werden kann. Wir arbeiten daran! |

| Hier fehlt eine Grafik, die leider im Moment aus technischen Gründen nicht angezeigt werden kann. Wir arbeiten daran! | Hier fehlt eine Grafik, die leider im Moment aus technischen Gründen nicht angezeigt werden kann. Wir arbeiten daran! |

### Pendeln
Der Bezirk Feldkirchen hat einen hohen Anteil an Auspendlern, die im Kärntner Zentralraum mit den Städten Klagenfurt und Villach arbeiten. Im Jahr 2014 waren dies 45 % der Erwerbstätigen, während etwa 25 % aus anderen Bezirken einpendelten.

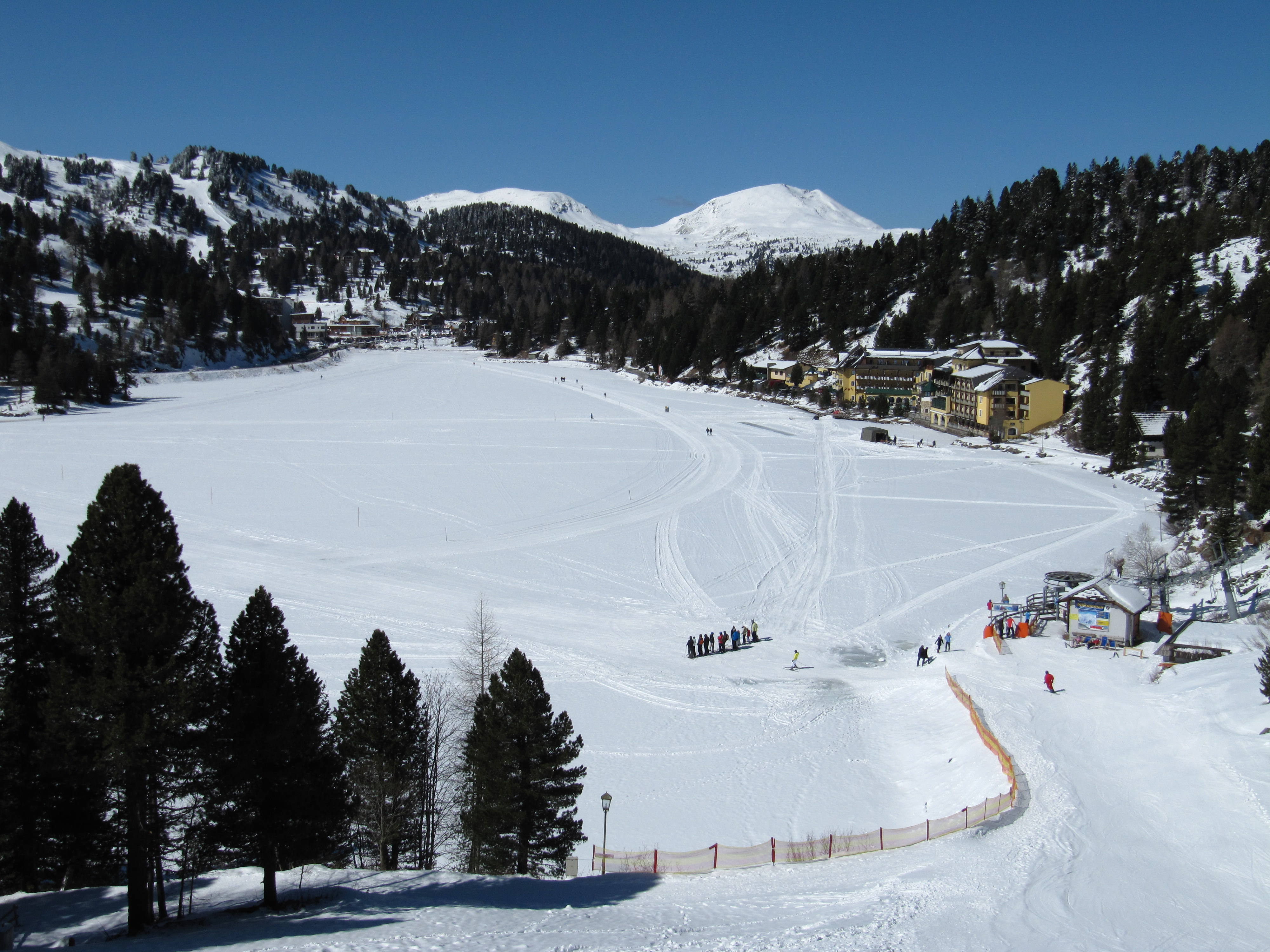
Turracher See im Winter

## Wirtschaft
Die wirtschaftlichen Schwerpunkte des Bezirks Feldkirchen sind die Industrie und der Tourismus. Etwa 80 % der 7.600 Erwerbstätigen arbeiten in Klein- und Mittelbetrieben. Im Tourismus gibt es Schwerpunkte im Sommertourismus rund um den Ossiacher See und im Winter mit dem Schigebiet Turracher Höhe.

### Wirtschaftsstruktur
Im Bezirk gibt es einen starken Produktionssektor mit speziell starkem Bauwesen. Im Primärsektor, der Land- und Forstwirtschaft, sind mit 1,5 % der Erwerbstätigen etwas mehr als im Kärntner Durchschnitt beschäftigt.

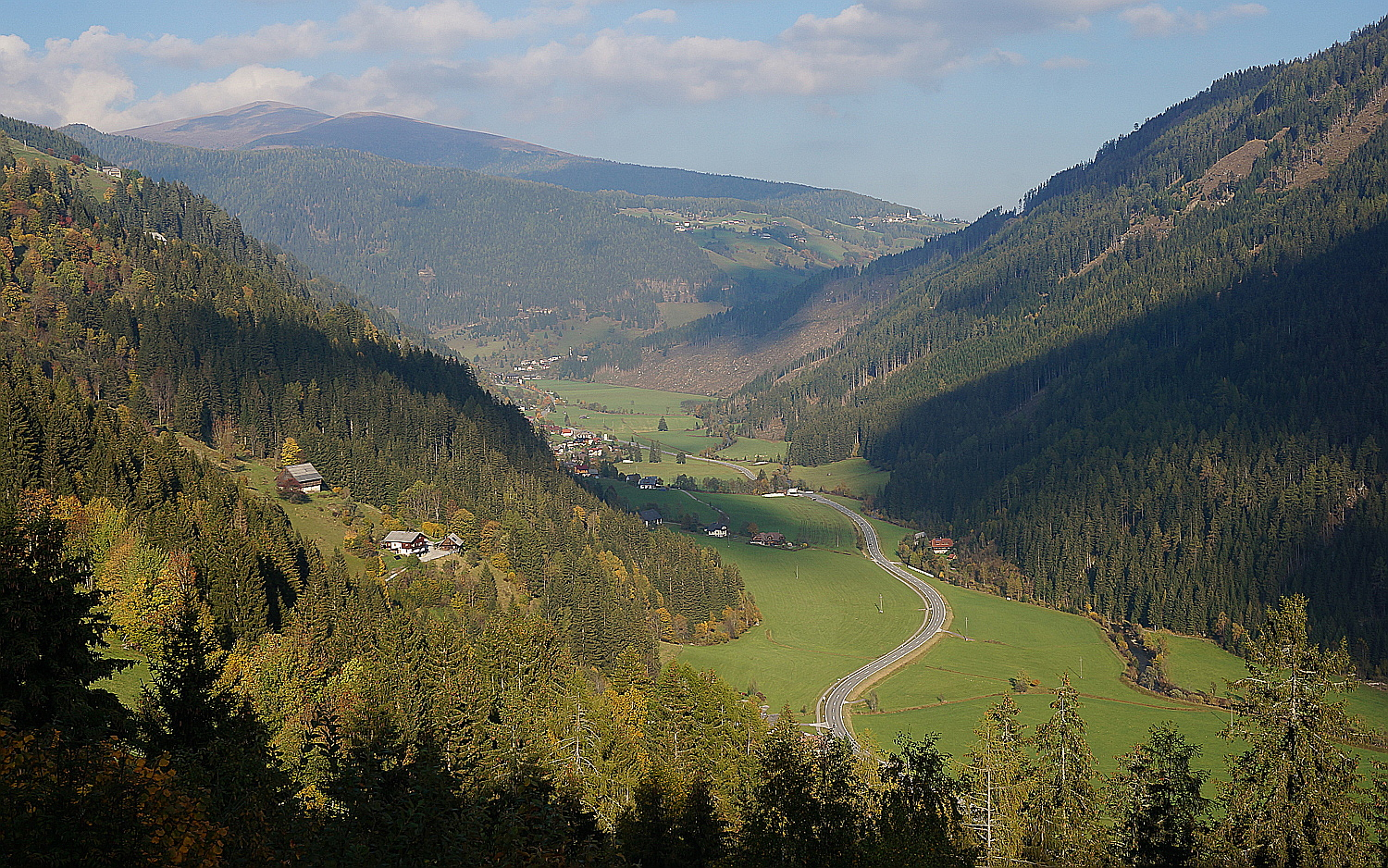
Fichtenwälder bei Ebene Reichenau

| Hier fehlt eine Grafik, die leider im Moment aus technischen Gründen nicht angezeigt werden kann. Wir arbeiten daran!Feldkirchen | Hier fehlt eine Grafik, die leider im Moment aus technischen Gründen nicht angezeigt werden kann. Wir arbeiten daran!Kärnten |

### Land- und Forstwirtschaft
Der Bezirk Feldkirchen hat mit 9 % nach Spittal/Drau (59 %) und Hermagor (10 %) den drittgrößten Alm-Futterflächenanteil aller Bezirke Kärntens. Auch der Rinderbestand ist mit 16.950 Tieren über dem Kärntner Schnitt.
Im Jahr 2017 betrug der Holzeinschlag insgesamt 133.710 Festmeter, davon waren über 93 % Nadelholz.

### Industrie, Verarbeitendes Gewerbe, Herstellung von Waren
Die Betriebe mit den meisten Beschäftigten sind (Stand 2016):
| Industriebetriebe                       | Beschäftigte |
| --------------------------------------- | ------------ |
| Haslinger Stahlbau GmbH                 | 290          |
| Wech Kärntner Truthahnverarbeitung GmbH | 160          |
| Holz Leeb GmbH                          | 150          |
| Embatex AG                              | 90           |
| Hirsch Porozell GmbH                    | 90           |
| Global-Bau M&R GmbH                     | 80           |
| Hirsch Maschinenbau GmbH                | 80           |
| A. Leopold GmbH                         | 70           |
| Schieder Bäckerei GmbH                  | 60           |
| Hoch- und Tiefbau M&R GmbH              | 50           |

| Dienstleistungsbetriebe                 | Beschäftigte |
| --------------------------------------- | ------------ |
| Jobzone Personalmanagement GmbH         | 150          |
| Walcher Security GmbH                   | 120          |
| Bergeralm Hotelbetriebsgesellschaft mbH | 110          |
| Hotel Hochschober GmbH                  | 110          |
| Cup Touristic GmbH                      | 100          |
| Sonnenhotel Management GmbH             | 80           |
| MO Moser Transporte GmbH                | 70           |
| ara Shoes GmbH                          | 60           |
| Sparkasse Feldkirchen/Kärnten           | 60           |
| OEBAU Egger Bauland-Baustoffhandel GmbH | 50           |

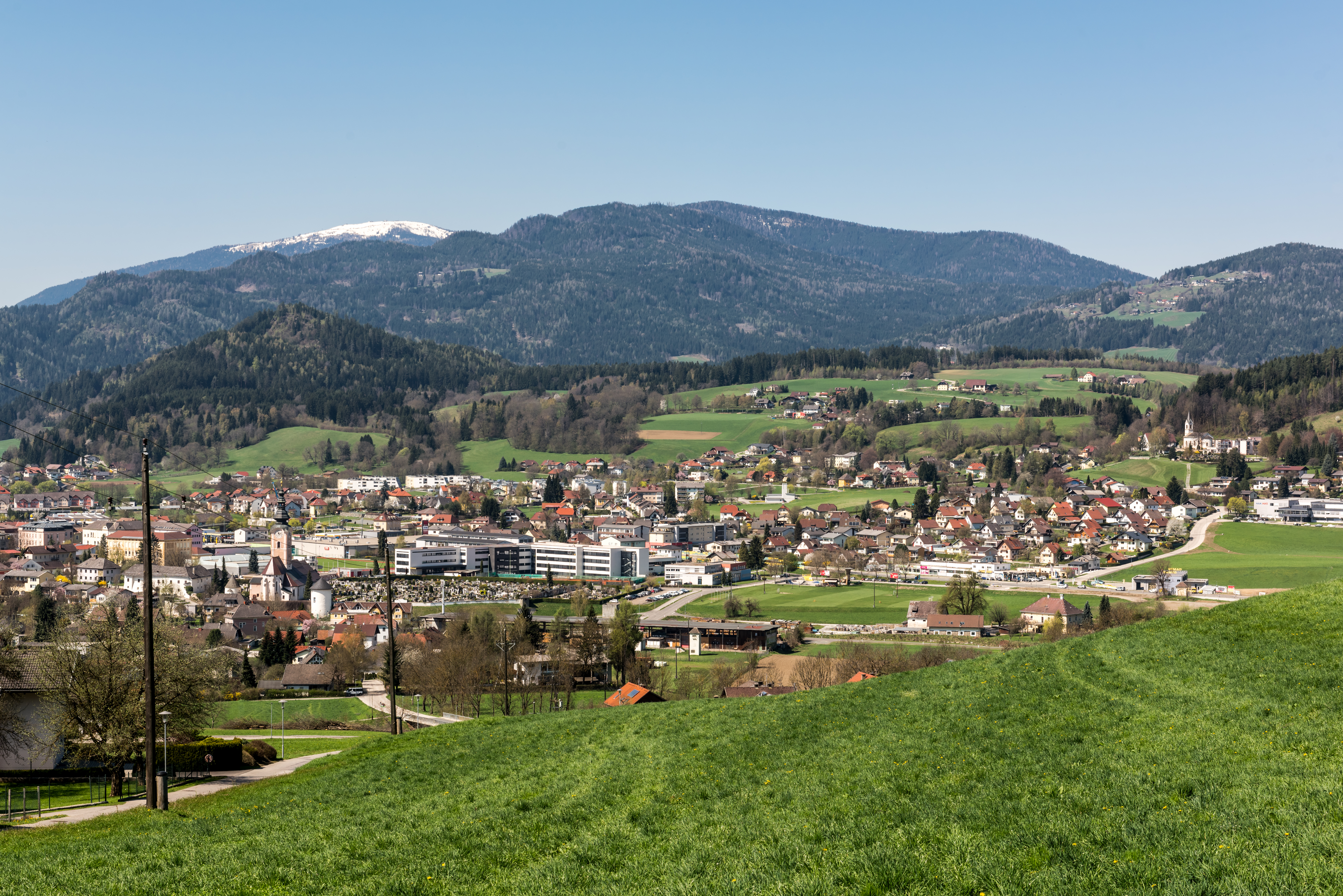
Bezirkshauptstadt Feldkirchen

Die Bezirkshauptstadt Feldkirchen ist das wichtigste Arbeitszentrum, hier sind über 60 Prozent der Arbeitsplätze des Bezirkes.
Anzahl der Betriebe je Gemeinde

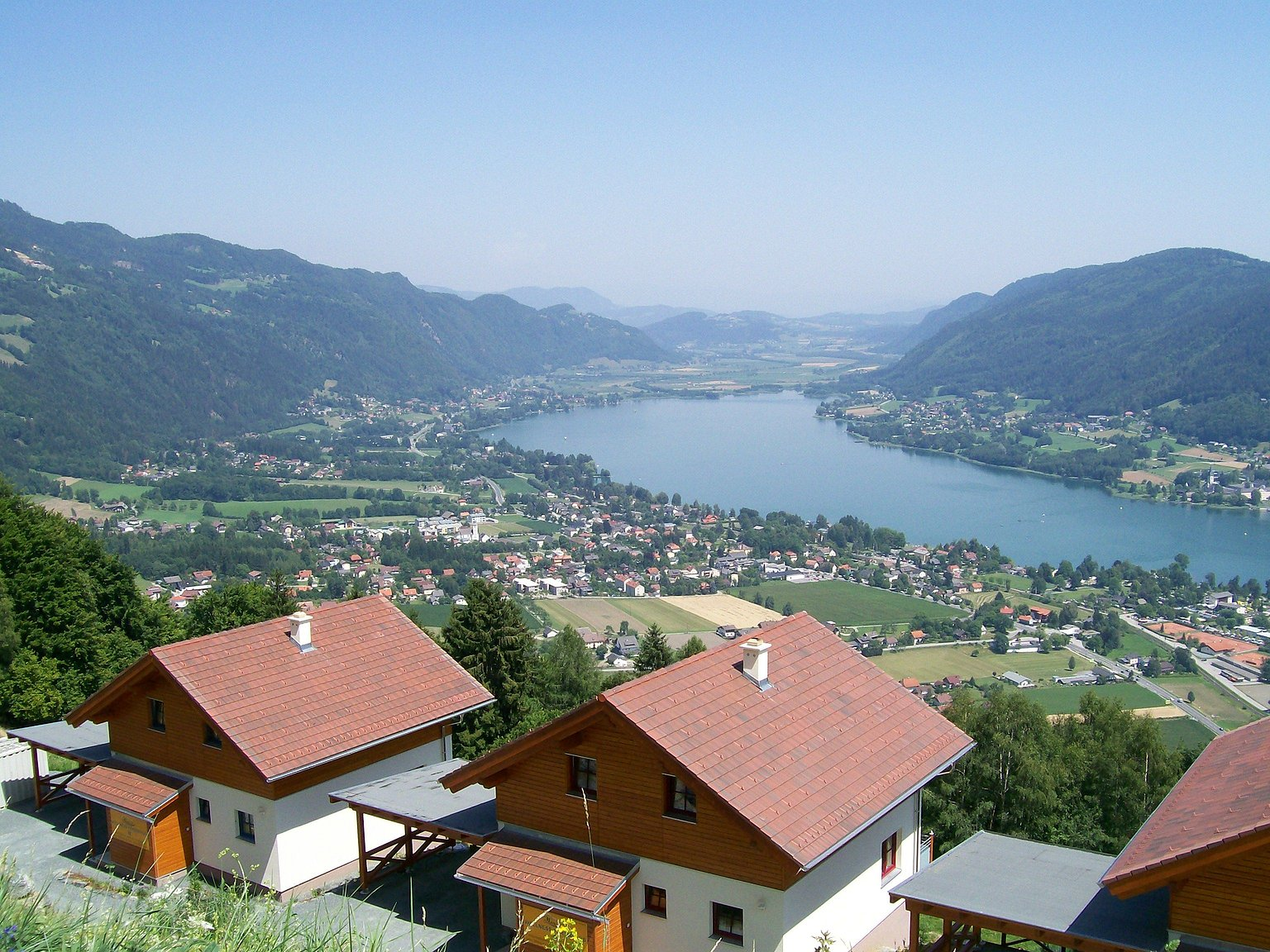
Ossiacher See

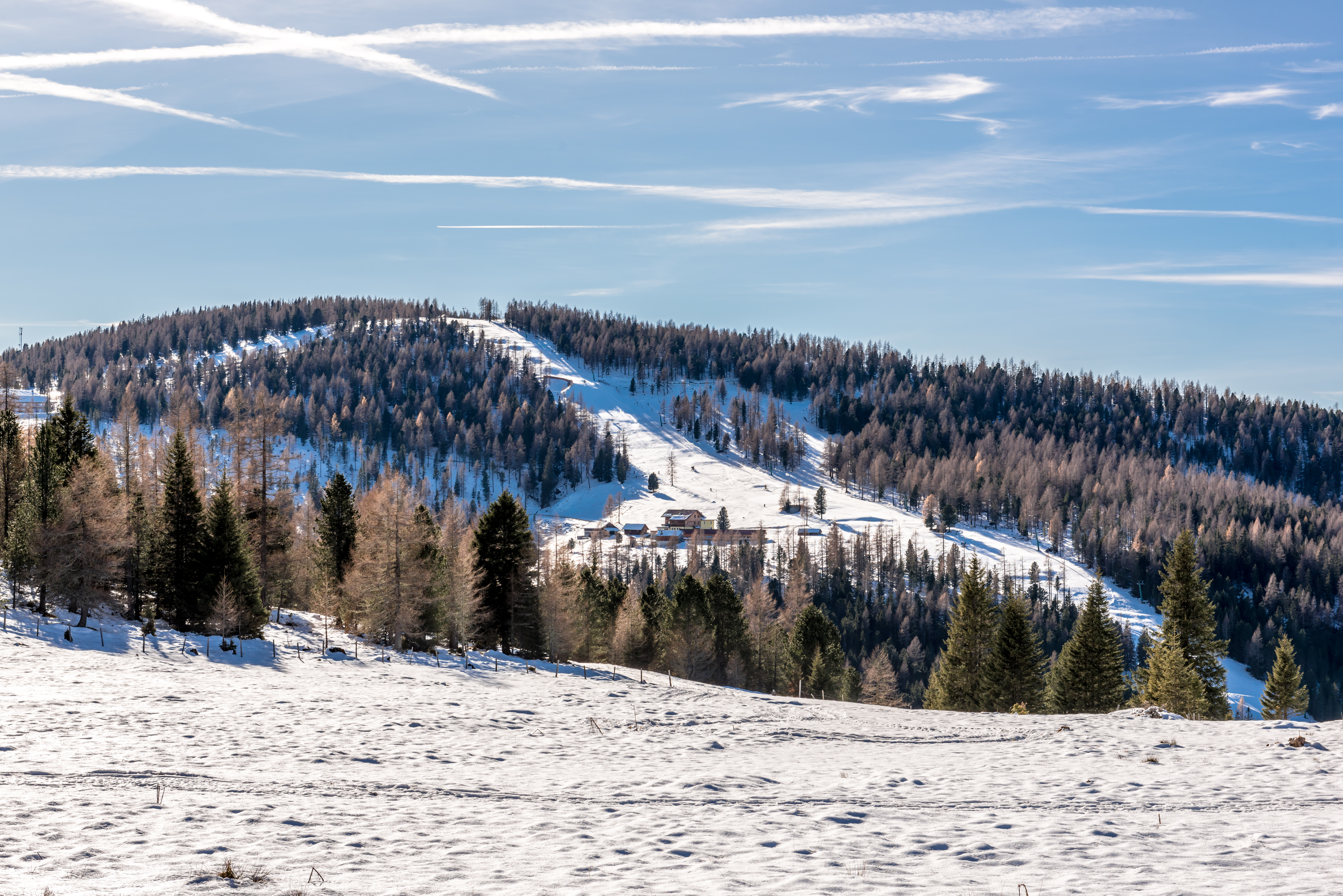
Schigebiet Hochrindl

### Fremdenverkehr
Der Fremdenverkehr hat zwei Zentren: Ossiach und Steindorf durch ihre Lage am Ossiacher See sind das Zentrum des Sommertourismus. Die Gemeinde Reichenau mit dem Skigebiet Turracher Höhe stellt das Zentrum des Wintertourismus dar. Zusammen mit der Bezirkshauptstadt Feldkirchen haben diese vier Gemeinden über 90 % der Übernachtungen des Bezirkes.
Übernachtungen im Jahr 2017

Sowohl im Sommer wie auch im Winter überwiegen die Gäste aus dem Ausland:
Übernachtungen im Tourismusjahr 2017 (in Tausend)

Die Anzahl der Nächtigungen blieb in den letzten Jahren nahezu konstant, der Bezirk Feldkirchen konnte den Aufschwung des Fremdenverkehrs in Kärnten und speziell in Österreich nicht mitmachen:
Relative Entwicklung der Nächtigungen

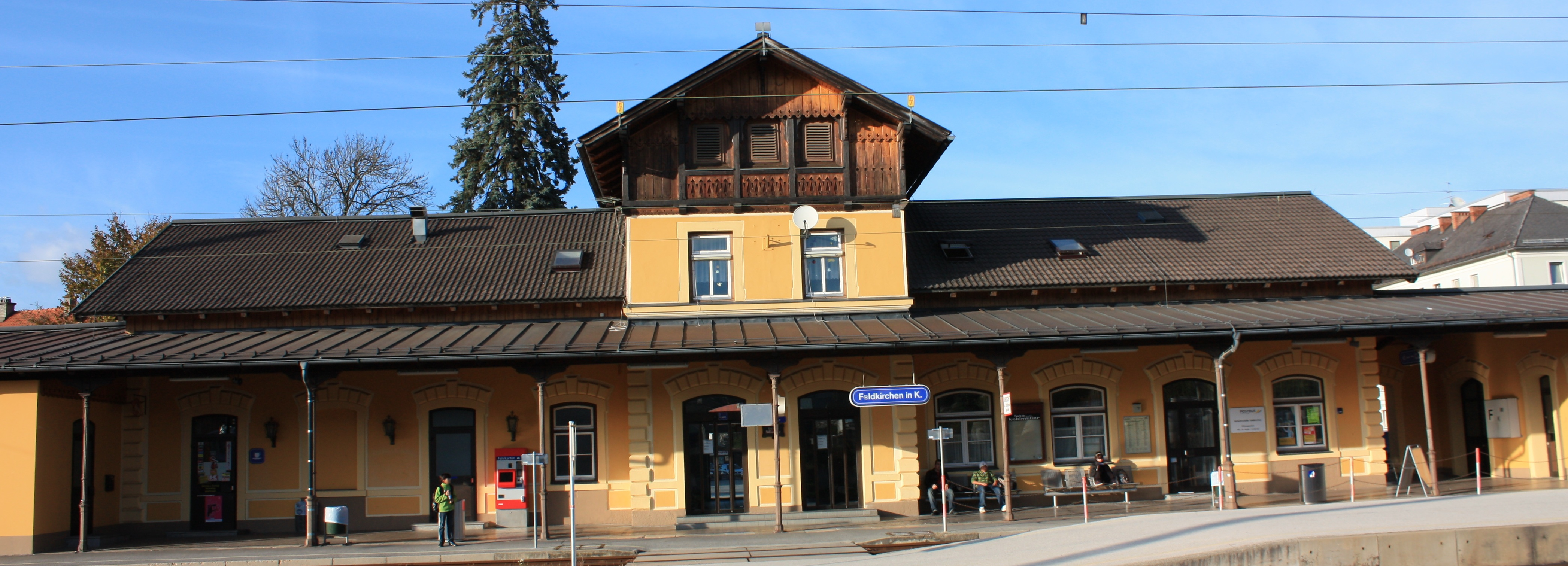
Bahnhof Feldkirchen

### Infrastruktur / Verkehr
Der Bezirk Feldkirchen liegt nördlich des Kärntner Zentralraumes mit den Städten Klagenfurt und Villach in einem inneralpinen Becken.
- Eisenbahn: Eine lokale Bahn verbindet die Bezirkshauptstadt mit dem Bahnknoten Villach im Westen und mit St. Veit im Osten.
- Straße: Es gibt keine Anbindung an ein überregionales Verkehrsnetz, es gibt aber eine gut ausgebaute Straße von Norden nach Süden mit Verbindungen nach Villach im Westen sowie St. Veit im Osten.[2]